# Opération K
Pour les articles homonymes, voir Opération K (homonymie).
Seconde Guerre mondiale
Batailles
- Invasion de l'Albanie
- Guerre italo-grecque
- Invasion de la Yougoslavie
- Opération Châtiment
- Bataille de Grèce
- Opération Abstention
- Bataille de Crète
- Campagne de la mer Noire

L'opération K est une opération anti-partisans en Croatie qui eut lieu du 23 au 28 mars 1942.

## But de l'opération
L'opération fut organisée pour soulager les garnisons italiennes de Herzégovine, situées principalement au Sud de Bihac, qui occupaient Korenica, Udbina et Donji Lapac.
| \| Bihac Korenica Udbina Donji Lapac \| |
| Bihac Korenica Udbina Donji Lapac       |

## Forces en présence
Forces de l'Axe
 Royaume d'Italie
- 13e division d'infanterie Re (Quelques éléments)
- 57e division d'infanterie Lombardia (Quelques éléments)
- 1re division alpine "Taurinense" (it) (1 bataillon et 1 groupe d'artillerie)
- Chemises noires
- 1 détachement de chenillettes

Résistance
 Partisans
- Inconnu

## Opération
Les troupes italiennes réussirent, durant les 6 jours, à percer les lignes des partisans yougoslaves qui entouraient les garnisons italiennes de Korenica, Udbina et Donji Lapac, toutes situées au Sud de Bihac.

## Bilan
Les deux parties n'ont subi que des pertes légères.